# Furcaperla bifurcata
Furcaperla bifurcata és una espècie d'insecte plecòpter pertanyent a la família dels pèrlids.